# Société des amis des arts et des musées de Reims
La Société des amis des arts et des musées de Reims (SAAM) est une association à but non lucratif qui a pour objet de favoriser le progrès de l'art à Reims et d’encourager les manifestations artistiques sous toutes leurs formes.

## Création
Fondée en 1833 sous le nom de « Société d'amis des arts (SAA) » par ?, elle était tournée vers le mécénat. Elle devient, en 1933, la « Société des amis des arts et des musées de Reims (SAAM) ». Depuis 1991, la SAAM apportait un soutien à l'équipe du Musée des Beaux-Arts de Reims dans l'organisation des animations culturelles jusqu’à sa fermeture pour travaux.

## Fonctionnement

### Activités
La Société des Amis des Arts et des Musées de Reims propose :
- Des conférences à la médiathèque Jean Falala, à Reims,
- Des voyages et visites d’exposition,
- En partenariat avec le Musée des Beaux-Arts de Reims : les « Midis au Musée »[2].

### Présidence de l'association
- E.Disant[3]
- Yves Laval